# Бигфут (Тексас)
Бигфут (енгл. Bigfoot) насељено је место без административног статуса у америчкој савезној држави Тексас.

## Демографија
По попису из 2010. године број становника је 450, што је 146 (48,0%) становника више него 2000. године.
| Група             | 2000.       | 2010.       |
| Белци             | 167 (54,9%) | 246 (54,7%) |
| Афроамериканци    | 0 (0,0%)    | 2 (0,4%)    |
| Азијати           | 0 (0,0%)    | 1 (0,2%)    |
| Хиспаноамериканци | 136 (44,7%) | 192 (42,7%) |
| Укупно            | 304         | 450         |